# Nguyên tắc tập trung dân chủ
Nguyên tắc tập trung dân chủ là một trong những nguyên tắc cơ bản được trình bày trong điều lệ chính thức của các đảng phái cộng sản theo chủ nghĩa Marx-Lenin. Lenin, người đầu tiên nhắc tới khái niệm "Tập trung dân chủ", giải thích rằng tập trung dân chủ là tự do trong thảo luận nhưng thống nhất trong hành động. Nguyên tắc tập trung dân chủ cũng là nguyên tắc mà Đảng Cộng sản Việt Nam luôn kêu gọi thực thi mặc dù có thể có cách định nghĩa khác.
Theo điều lệ chính thức của các đảng cộng sản, tất cả các cơ quan lãnh đạo và các bí thư các cấp được bầu bởi các đảng viên, trực tiếp hoặc gián tiếp thông qua đại hội toàn thể đảng viên hay đại hội đại biểu đảng viên. Theo quy định chính thức, tổ chức được xây dựng từ dưới lên nghĩa là các đại biểu cấp dưới sẽ quyết định trong việc bầu chọn lãnh đạo cấp trên. Ý nghĩa dân chủ của nguyên tắc này là các cơ quan và chức vụ lãnh đạo được hình thành thông qua bầu cử, các nghị quyết của Đảng chỉ có thể thông qua bởi cơ quan được bầu. Ý nghĩa của tập trung là quyết định của tổ chức Đảng cấp trên là bắt buộc với các tổ chức Đảng cấp dưới và cuối cùng là bắt buộc mỗi đảng viên phải chấp hành. Mỗi vấn đề của Đảng sẽ được thảo luận cho đến khi ra nghị quyết. Sau khi có nghị quyết, mỗi đảng viên phải chấp hành nghiêm chỉnh nghị quyết, không được truyền bá ý kiến trái với nghị quyết. Đảng viên dù có ý kiến khác khi phát biểu công khai vẫn phải nói theo nghị quyết chứ không được theo ý mình. Trên thực tế, ý nghĩa tập trung thể hiện rất mạnh mẽ vì nó tạo ra sự lãnh đạo thống nhất, có thể tập trung sức mạnh của tập thể vào một mục tiêu cụ thể và loại bỏ những bất đồng trong nội bộ.
Karl Popper, nhà triết học người Áo cho rằng đây là nguyên nhân làm cho xã hội do các Đảng Cộng sản nắm quyền trở thành một "xã hội đóng" đối lập với "xã hội mở" (xã hội cho phép người dân bày tỏ sự bất đồng chính kiến) mà ông đề xướng. Tuy nhiên các học giả cánh tả lại cho rằng quy tắc Tập trung dân chủ là một phương pháp phù hợp để duy trì sự dân chủ nhưng vẫn đảm bảo sự thống nhất cao trong Đảng, tránh những tình trạng chia rẽ gây ảnh hưởng đến uy tín của Đảng. Có thể hiểu quy tắc Tập trung dân chủ là một mô hình thu nhỏ của hình thức bầu cử nghị viện khi người dân bầu ra quốc hội và quốc hội ra luật để khống chế hành vi của nhân dân, ở đây, Nhân dân là Đảng viên.
Hồ Chí Minh thì viết "Nhân dân là  ông chủ  nắm chính quyền. Nhân dân bầu ra đại biểu thay mặt mình thi hành chính quyền ấy. Thế là dân chủ. Các cơ quan chính quyền là thống nhất, tập trung. Từ Hội đồng nhân dân và Ủy ban kháng chiến hành chính xã đến Quốc hội và Chính phủ Trung ương, số ít phải phục tùng số nhiều, cấp dưới phải phục tùng cấp trên, địa phương phải phục tùng trung ương, thế là vừa dân chủ, vừa tập trung."